# Lúcia dos Santos
Lúcia de Jesus Rosa dos Santos,  O C.D. (Aljustrel, Fátima, Ourém, 28 de Março de 1907 – Sé Nova, Coimbra, 13 de Fevereiro de 2005), foi uma freira da Ordem das Carmelitas Descalças, conhecida no Carmelo como Irmã Maria Lúcia de Jesus e do Coração Imaculado e pela maioria dos portugueses simplesmente como Irmã Lúcia que, juntamente com os seus primos Jacinta e Francisco Marto (os chamados "três pastorinhos"), afirmou ter recebido várias aparições da Virgem Maria no lugar da Cova da Iria, em Fátima, Portugal. Foi declarada Venerável pelo Papa Francisco em 22 de junho de 2023.

## Biografia
Lúcia nasceu no lugar de Aljustrel, freguesia de Fátima, a 28 de março de 1907. Era filha de António dos Santos e de sua mulher (casados em Fátima, Ourém, a 19 de Novembro de 1890) Maria Rosa Ferreira (6 de Julho de 1869), ambos naturais da freguesia de Fátima, e irmã mais nova de sete: Maria dos Anjos, Teresa de Jesus Rosa dos Santos, Manuel Rosa dos Santos, Glória de Jesus Rosa dos Santos, Carolina de Jesus Rosa dos Santos e Maria Rosa. Foi baptizada na Igreja Paroquial de Fátima no sábado de Aleluia, 30 de março de 1907.

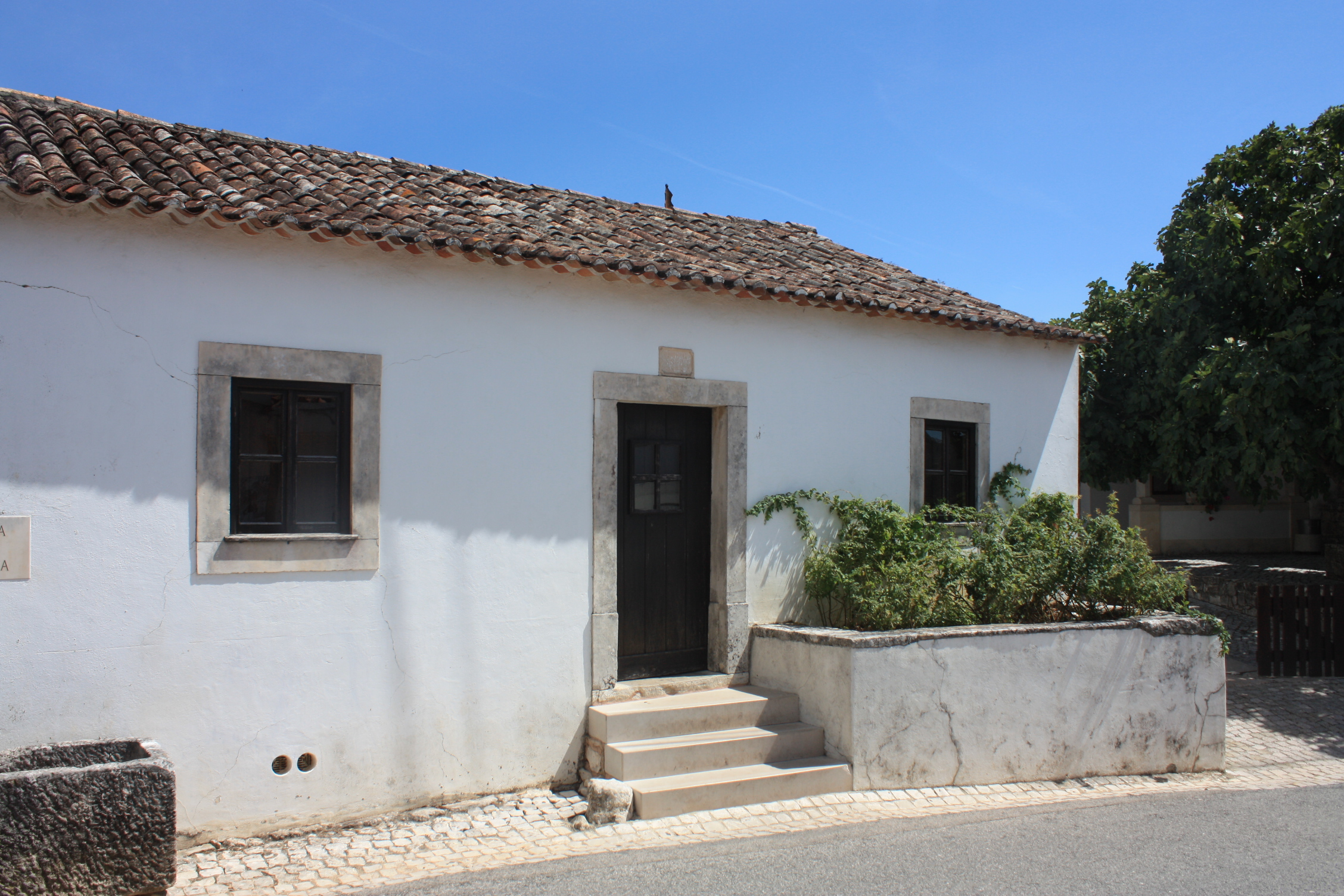
Casa onde Lúcia nasceu, em Aljustrel.

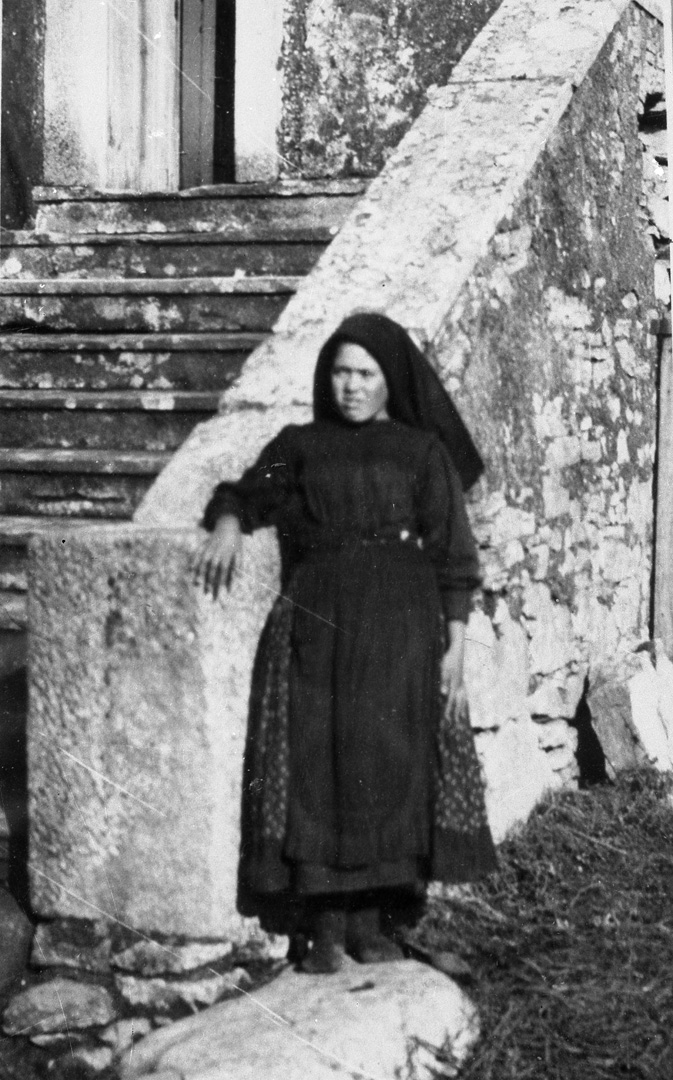
Retrato de Lúcia em Aljustrel, em 1919, após a morte do pai, António dos Santos.

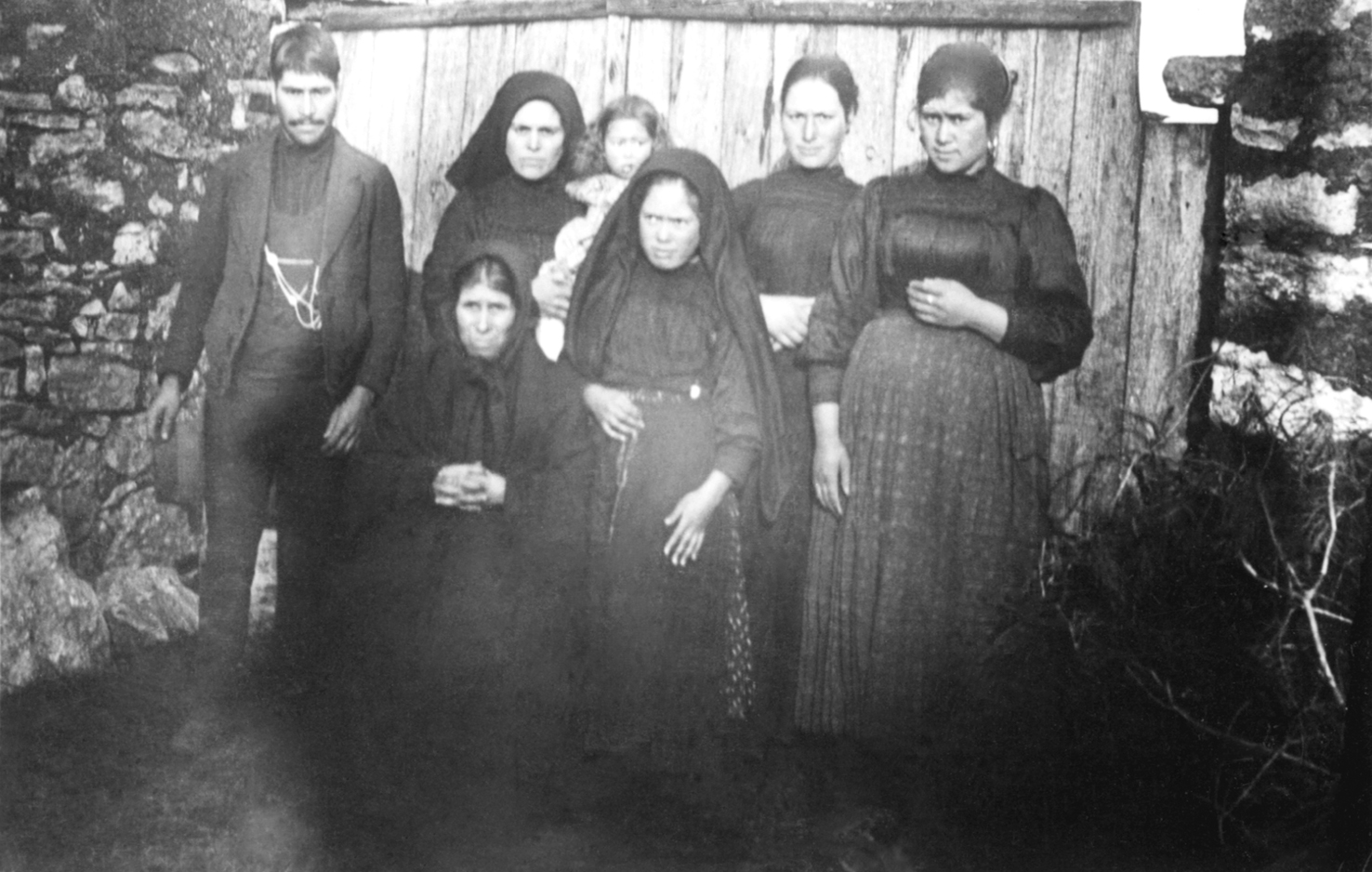
Família da Irmã Lúcia, vidente de Fátima (1919). Em primeiro plano: Maria Rosa (1869-1942); Lúcia (1907-2005); em segundo plano: Manuel dos Santos (1895-1977); Maria dos Anjos (1891-1986); Glória, filha de Maria dos Anjos (1917-1934); Carolina de Jesus (1902-1992); Glória de Jesus (1898-1971).

Tinha dez anos quando viu, pela primeira vez, Nossa Senhora na Cova da Iria, juntamente com os primos Francisco e Jacinta Marto. Lúcia foi a única dos três primos que falava com a Virgem Maria: a sua prima Jacinta ouvia mas não falava, e Francisco, inicialmente, apenas observava os gestos de Nossa Senhora. Como tal, Lúcia foi a portadora do Segredo de Fátima. Nos primeiros tempos, a hierarquia católica se revelou cética sobre as afirmações dos Três Pastorinhos e foi só a 13 de outubro de 1930 que o bispo de Leiria tornou público, oficialmente, que as aparições eram dignas de crédito. A partir daí, o Santuário de Fátima ganhou uma expressão internacional, enquanto a Irmã Lúcia viveu cada vez mais isolada. Durante alguns anos ficou na Quinta da Formigueira em Frossos, Braga, propriedade do bispo de Leiria, D. José Alves Correia da Silva.
Em 17 de Junho de 1921, com 14 anos, o Bispo de Leiria, D. José Alves Correia da Silva, proporcionou a sua entrada no Colégio das Irmãs Doroteias em Vilar, no Porto, alegadamente para a proteger dos peregrinos e curiosos que acorriam cada vez mais à Cova da Iria e pretendiam falar com ela. Professou como religiosa doroteia em 1928, em Tui (Galiza, Espanha), onde viveu alguns anos. Pouco tempo depois morou em Pontevedra, também na região espanhola da Galiza, onde também se lhe apareceu a Virgem Maria, em 1925, nas chamadas Aparições de Pontevedra.
Em 1946 regressou a Portugal e, dois anos depois, entrou para a clausura do Carmelo de Santa Teresa em Coimbra, onde professou como freira carmelita descalça a 31 de maio de 1949. Foi neste convento que escreveu dois volumes com as suas Memórias e os Apelos da Mensagem de Fátima. Em 1991, quando o Papa João Paulo II visitou Fátima, convidou a irmã Lúcia a deslocar-se ali e esteve reunido com ela doze minutos. Antes, já se tinha encontrado também em Fátima com o Papa Paulo VI.
Lúcia morreu no dia 13 de Fevereiro de 2005, aos 97 anos, no Carmelo de Santa Teresa, freguesia da Sé Nova, em Coimbra. O Papa João Paulo II, nesta ocasião, rezou pela Irmã Lúcia e enviou o Cardeal Tarcisio Bertone para o representar no funeral. Em 19 de Fevereiro de 2006 o seu corpo foi trasladado de Coimbra para o Santuário de Fátima onde foi sepultada junto dos seus primos, Francisco e Jacinta Marto.

## Beatificação
A 13 de fevereiro de 2008, o Cardeal José Saraiva Martins, prefeito da Congregação para as Causas dos Santos, por ocasião do aniversário da morte da “vidente de Fátima”, tornou público que o Papa Bento XVI, atendendo ao pedido do Bispo Albino Mamede Cleto, de Coimbra, compartilhado com numerosos Bispos e fiéis do mundo, autorizou, excecionando as normas do Direito Canónico (art. 9 das Normae servandae), o início da fase diocesana da causa da sua beatificação, transcorridos apenas três anos da sua morte, antecipando assim o processo, já que o normal é que passem pelo menos 5 anos após a morte.
A fase diocesana do processo foi aberta em 30 de abril de 2008 por D. Albino Cleto, então Bispo de Coimbra. O solene encerramento dessa etapa ocorreu a 13 de fevereiro de 2017.
Em outubro de 2022, o processo de beatificação e canonização da religiosa tem um desenvolvimento importante, com a entrega, no Vaticano, do documento sobre as virtudes heróicas.
No ato de entrega da Positio Super Vita, Virtutibus et Fama Sanctitatis (sobre a vida, virtudes e fama de santidade), em Roma, estiveram presentes o Cardeal Marcello Semeraro; o postulador geral da causa de canonização, Padre Marco Chiesa; a vice-postuladora, Irmã Ângela de Fátima Coelho; o relator, monsenhor Maurizio Tagliaferri; e a Irmã Filipa Pereira. Este documento foi analisado por um conjunto de nove teólogos que emitiram o seu parecer favorável sobre a prática das virtudes em grau heróico.
A 22 de junho de 2023, o Papa Francisco aprovou a publicação do decreto que reconhece as “virtudes heróicas” da religiosa, após uma audiência concedida ao prefeito do Dicastério para as Causas dos Santos, Cardeal Marcello Semeraro, passo necessário para a beatificação.
Atualmente, Lúcia é considerada Venerável.

## Memórias

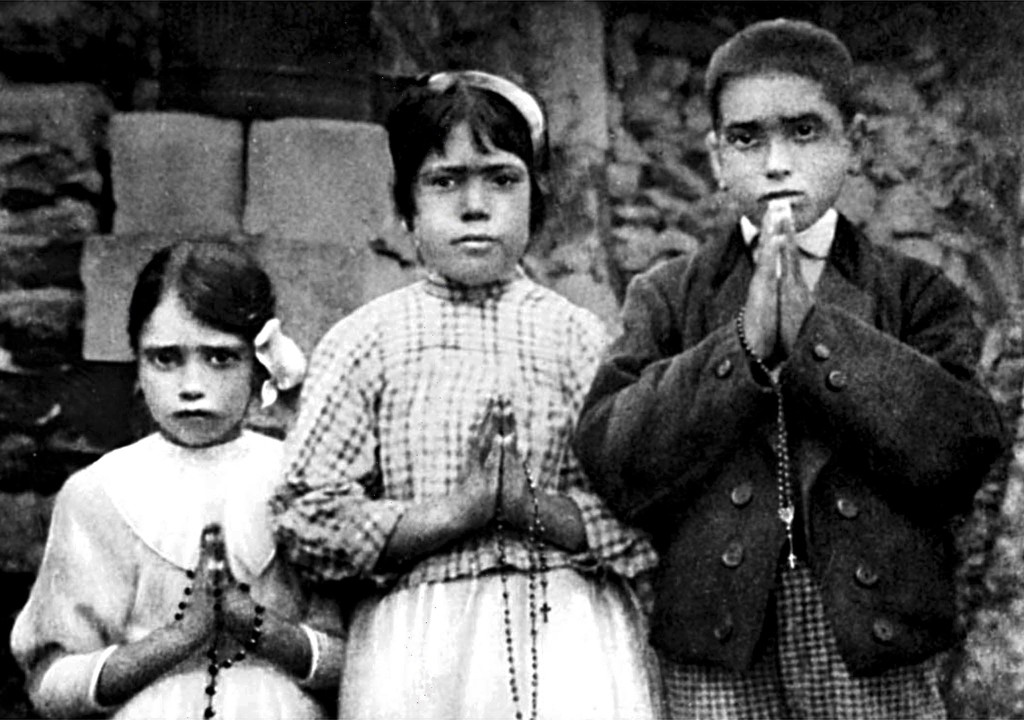
Lúcia dos Santos (aos dez anos de idade, no meio) e seus dois primos: Francisco Marto (de nove anos) e Jacinta Marto (de sete anos) segurando seus rosários (1917).

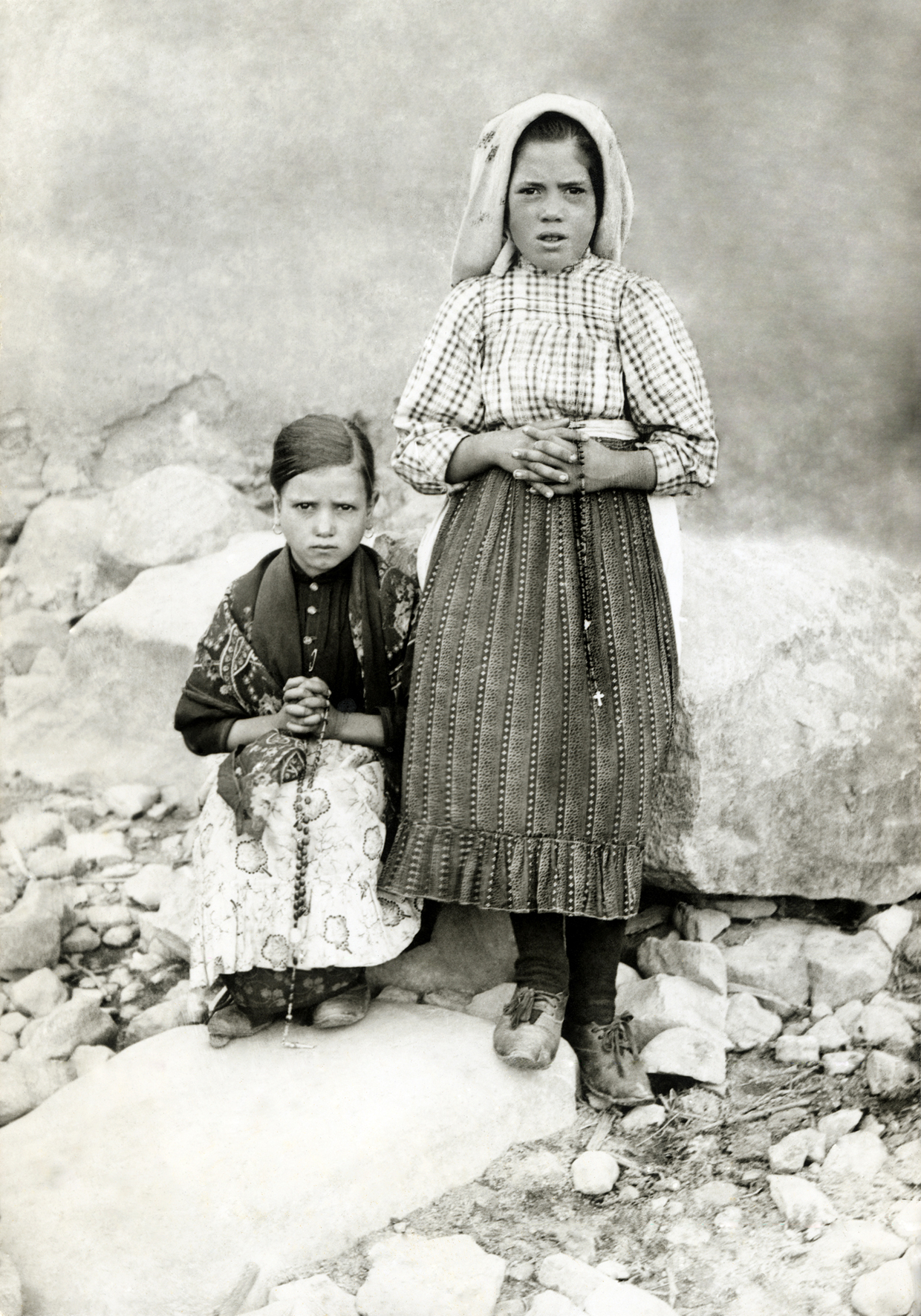
Lúcia (de pé) na companhia de sua prima Jacinta, ambas segurando os seus rosários (1917)

A 12 de Setembro de 1935, os restos mortais de Jacinta Marto são trasladados para o cemitério de Fátima. Ao abrir-se a urna, verifica-se que o rosto da vidente se encontrava incorrupto. Tiram-se então algumas fotografias e o então Bispo de Leiria, Dom José Alves Correia da Silva, remete algumas para Lúcia que se encontrava na altura em Pontevedra. Na carta de agradecimento, Lúcia evoca a prima com saudade referindo alguns factos sobre o carácter de Jacinta. Estas palavras levam D. José a ordenar-lhe que escrevesse tudo o que se recordava da prima. Assim nasce a "Primeira Memória da Irmã Lúcia" que fica concluída em Dezembro de 1935.
Volvidos dois anos sobre a revelação dos factos relatados na "Primeira Memória", o Bispo de Leiria, convencido da necessidade de se estudar mais a fundo os acontecimentos de Fátima, dá ordens a Lúcia para escrever a história da sua vida e das aparições. A vidente obedece e redige, entre os dias 7 e 21 de Novembro de 1937, o que fica conhecido como "Segunda Memória da Irmã Lúcia". Neste texto, a vidente revela pela primeira vez os factos ocorridos com as três visões do Anjo da Paz.
Em 26 de Julho de 1941, o Bispo de Leiria escreve a Lúcia anunciando-lhe o livro "Jacinta" que estava a ser preparado pelo Dr. José Galamba de Oliveira. Pede-lhe então para recordar tudo o mais o que pudesse lembrar sobre a prima, de modo a ser incluído nesta edição. Esta ordem cai no fundo da alma da vidente como um raio de luz, dizendo-lhe que era chegado o momento de revelar as duas primeiras partes do Segredo. Manifesta então a vontade de acrescentar à edição dois capítulos: um sobre o Inferno e outro sobre o Imaculado Coração de Maria. Estas revelações são escritas e concluídas em  31 de Agosto de 1941. São posteriormente publicadas e conhecidas como a "Terceira Memória da Irmã Lúcia".

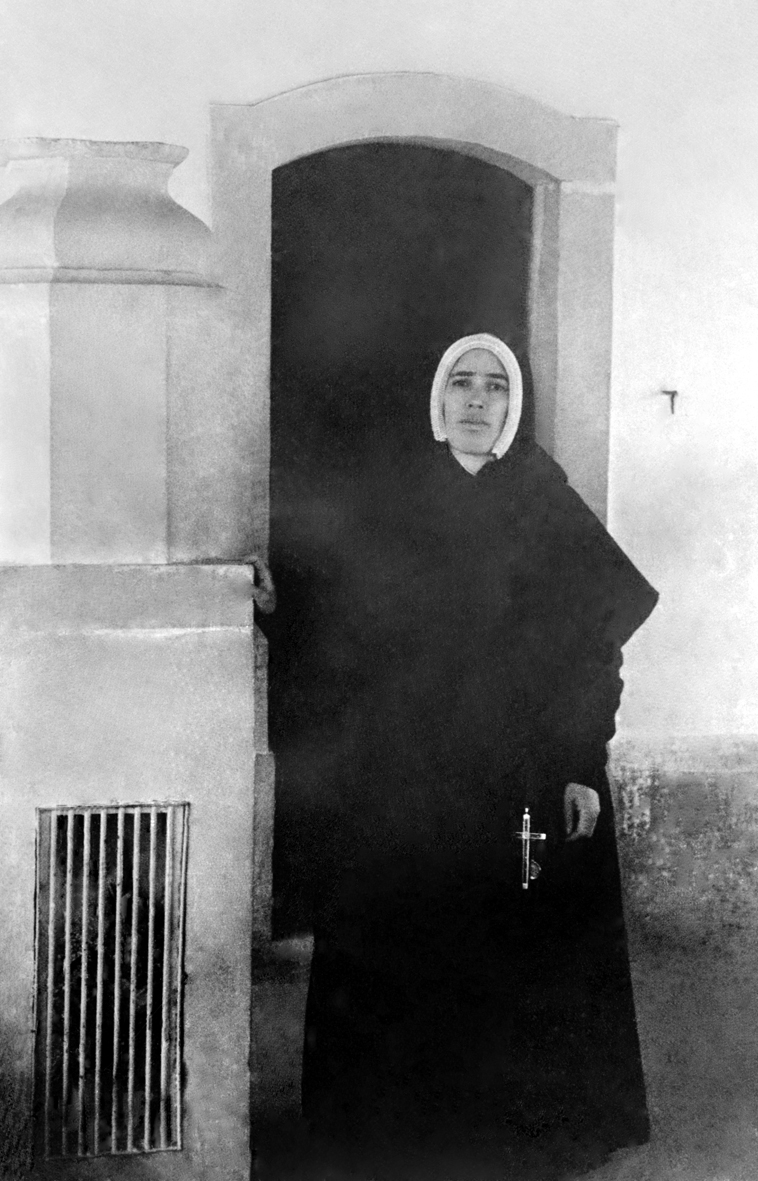
A Irmã Lúcia junto à peanha da Capelinha das Aparições (que marca o local exato onde ocorreram as aparições de Nossa Senhora) durante a sua visita à Cova da Iria a 22 de maio 1946

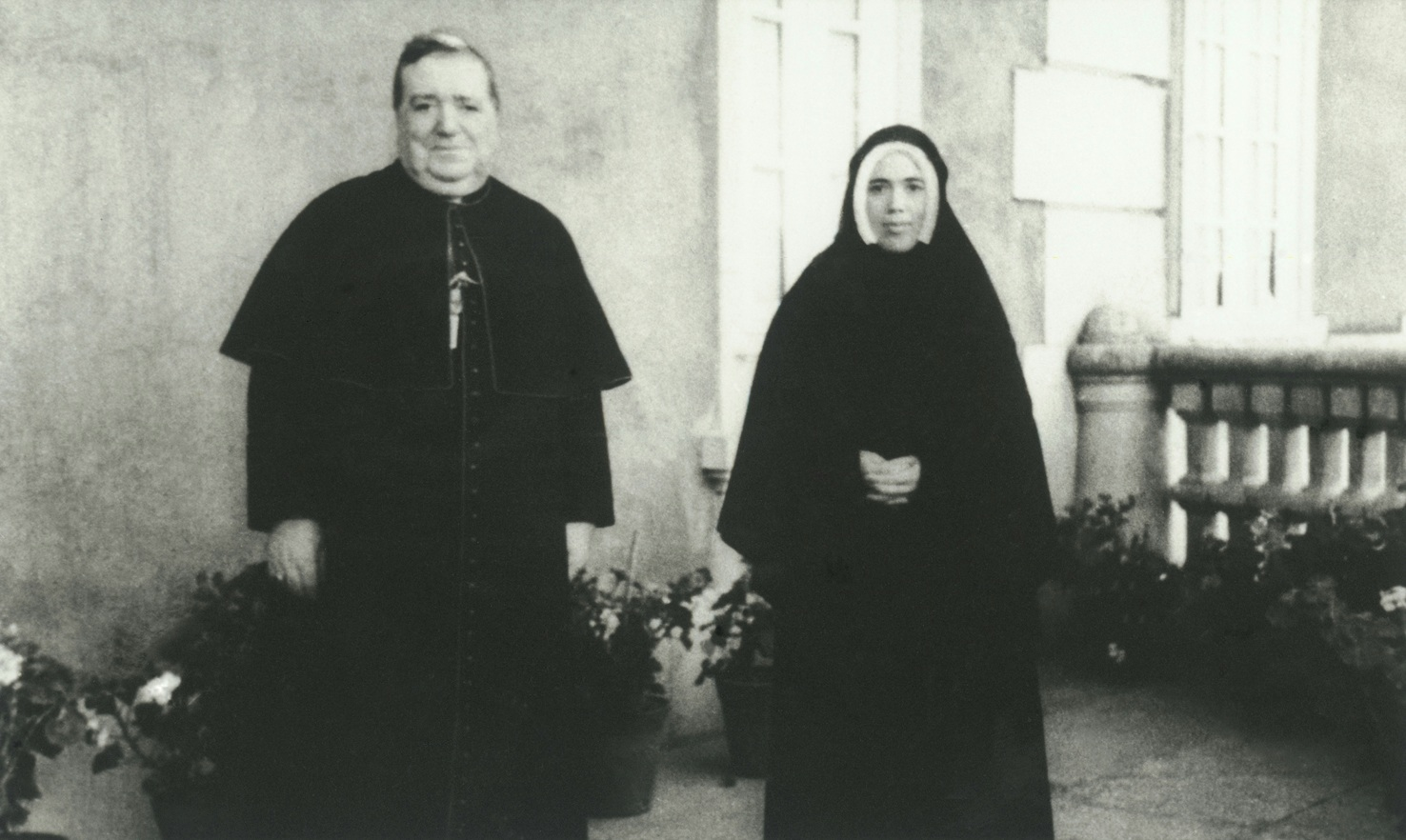
A Irmã Lúcia junto ao, então, Bispo de Leiria, Dom José Alves Correia da Silva, durante a sua visita a Fátima em Maio de 1946.

Surpreendidos com os relatos da "Terceira Memória", Dom José Alves Correia da Silva e Galamba de Oliveira concluíram que Lúcia não tinha dito tudo nas narrações anteriores e que ocultaria ainda algumas coisas. A 7 de Outubro de 1941, a vidente recebe ordem para escrever tudo  o que soubesse sobre Francisco e completar o que faltasse sobre Jacinta e descrever, com mais pormenor, as Aparições do Anjo e de Nossa Senhora. Lúcia entrega o manuscrito a 8 de Dezembro de 1941 deixando claro que nada mais tem a ocultar excepto a Terceira parte do Segredo. O texto é depois publicado como "Quarta Memória da Irmã Lúcia" e nele a vidente escreve o texto definitivo das Orações do Anjo, acrescentando também ao segredo a frase «Em Portugal se conservará sempre o dogma da fé etc.».

## Memorial da Irmã Lúcia
Em 31 de Maio de 2007 foi inaugurado em Coimbra um museu sobre a principal vidente e mensageira de Nossa Senhora de Fátima.
Foi projectado pelo arquitecto Florindo Belo Marques para uma área onde as freiras do Carmelo de Coimbra tinham galinheiros, o museu apresenta um espólio que remete até ao tempo das "aparições de Fátima".

## Beatificação
Em 14 de Fevereiro de 2008, na Catedral de Coimbra em Portugal, o Cardeal José Saraiva Martins, prefeito da Congregação para as Causas dos Santos, por ocasião do aniversário da morte da "vidente de Fátima", tornou público que o papa Bento XVI, atendendo ao pedido do bispo Albino Mamede Cleto, de Coimbra, compartilhado com numerosos bispos e fiéis autorizou, excepcionando as normas do Direito Canônico (art. 9 das "Normae servandae"), o início da fase diocesana da causa da sua beatificação, transcorridos apenas três anos da sua morte. Após o fim das investigações, o processo a nível diocesano foi encerrado em 13 de fevereiro de 2017. Tornou-se Venerável com um decreto promulgado pelo Papa Francisco em 22 de junho de 2023, quando suas virtudes heroicas foram reconhecidas oficialmente.

## Controvérsias
Existem teorias da conspiração de que a Irmã Lúcia teria sido substituída por uma impostora nos anos 1950 com o objetivo de não pressionar o Vaticano a publicar o terceiro segredo de Fátima, o qual deveria ser revelado após sua morte ou no ano de 1960 e que continha um tema apocalíptico junto com a grande perda da fé que ocorreria após o Concílio Vaticano II.
A Irmã Lúcia disse ao padre Fuentes, o qual a visitou pessoalmente que "Deus vai castigar o mundo e será de uma maneira terrível; a punição dos Céus é iminente".
O Bispo José Alves Correia da Silva pediu pessoalmente à irmã Lúcia para que escrevesse formalmente o terceiro segredo de Fátima, porém não o leu com medo da responsabilidade que viesse a ter se soubesse de tal segredo. Lúcia então fez o bispo prometer que "Deverá ser definitivamente aberto e lido para o mundo após sua morte ou em 1960, o que vier primeiro".
Indagada sobre o porquê de esperar o ano de 1960 para revelar o terceiro segredo, a irmã Lúcia respondeu: "Porque a Santa Virgem deseja que assim o seja".
O bispo, porém, faleceu em 1957, 3 anos antes da data prevista para a publicação do terceiro segredo.
No dia 8 de Fevereiro de 1960, o Vaticano anunciou numa declaração à imprensa que o terceiro segredo de Fátima não seria revelado.
No dia 11 de Outubro de 1962 foi iniciado o Concílio Vaticano II.

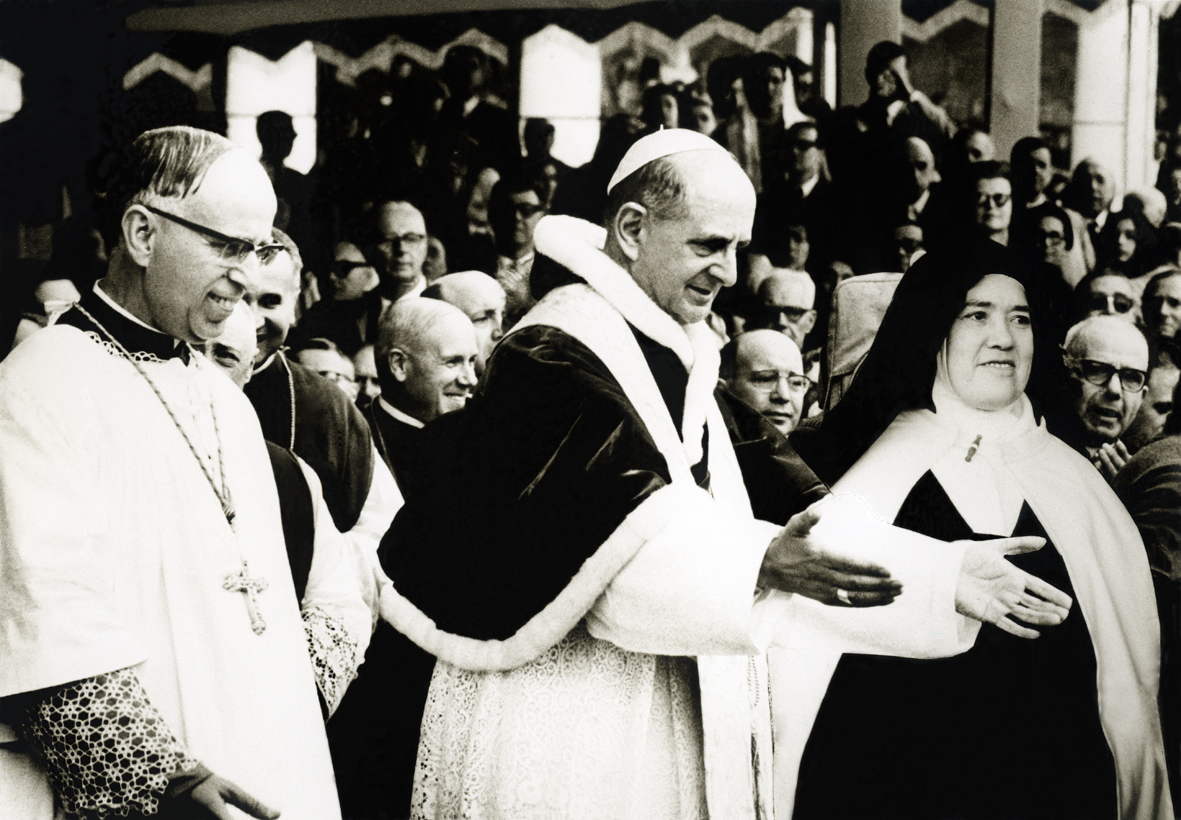
O bispo João Pereira Venâncio, o Papa Paulo VI e a Irmã Lúcia juntos em Fátima (1967)

Segundo os testemunhos do Cardeal Ottaviani, do Bispo João Pereira Venâncio e do Padre Alonso, Frère Michel e Frère François concordam em que o texto do Terceiro Segredo contém apenas 20 a 30 linhas: "(…) temos a mesma certeza de que as vinte ou trinta linhas do terceiro Segredo (…)".
O Bispo Venâncio olhou "para o envelope (contendo o Terceiro Segredo) que segurava contra a luz. Pôde ver dentro dele uma pequena folha, cujo tamanho exato mediu. Sabemos assim que o Terceiro Segredo não é muito longo, provavelmente 20 a 25 linhas…".

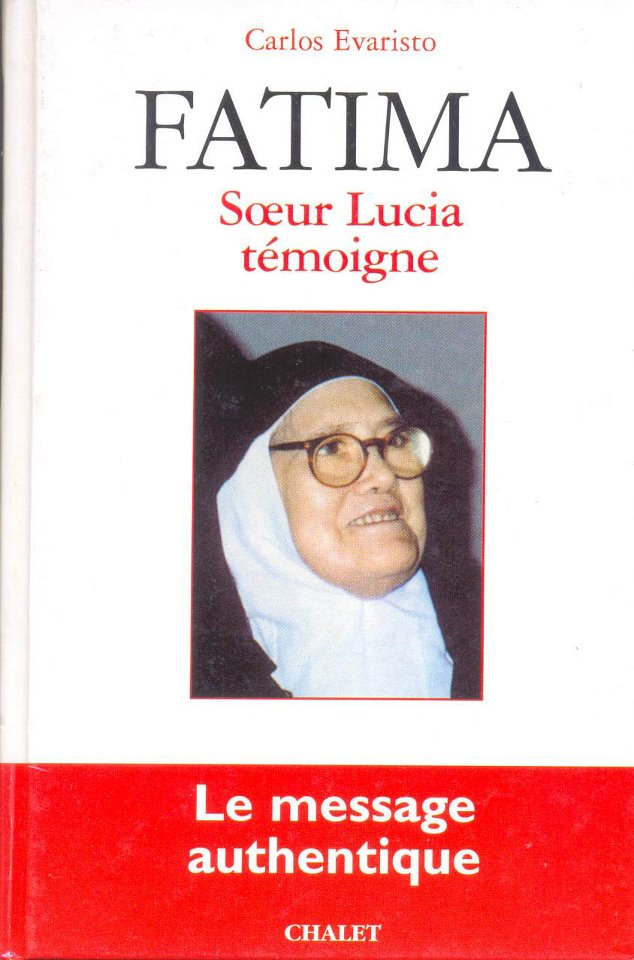
Livro (em idioma francês) com o testemunho da própria Irmã Lúcia.

Em 1992, na entrevista feita à considerada Irmã Lúcia intitulada "Duas Horas com a Irmã Lúcia" ela afirmou que "Não é pretendido que o Terceiro Segredo seja revelado. Foi apenas destinado ao Papa e à hierarquia imediata da Igreja." E quando indagada sobre a questão do segredo dever ter sido revelado em 1960 ela respondeu: "Nossa Senhora nunca disse isso. Nossa Senhora disse que o segredo era destinado ao Papa".
Em 13 de maio de 2000, o Vaticano divulgou o designado terceiro segredo de Fátima cujo tema fala sobre um ataque de morte a um bispo vestido de branco e de diversos clérigos e leigos por soldados. O segredo divulgado pelo Vaticano contém 62 linhas. O Vaticano interpretou o texto como referindo-se à tentativa de assassinato ao Papa João Paulo II.
Em 13 de maio de 2010, o Papa Bento XVI afirmou que "iludir-se-á quem pense que a missão profética de Fátima esteja concluída".

## Obras
- Memórias da Irmã Lúcia I. Editor: P. Luis Kondor SVD.

Neste primeiro volume a Lúcia recorda o retrato da Jacinta e do Francisco e o que aconteceu de mais significativo antes, durante e depois das Aparições.
- Memórias da Irmã Lúcia II. Editor: P. Luis Kondor SVD.

Neste 2º volume, a Irmã Lúcia recorda a sua infância em mais duas memórias: a 5ª dedicada especialmente a seu pai e a 6ª a sua mãe.
- Apelos da Mensagem de Fátima. Editor: Carmelo de Coimbra e Santuário de Fátima.

Neste livro, a Irmã Lúcia responde a muitas perguntas que lhe foram colocadas sobre a Mensagem de Fátima. Está aprovado pela Congregação da Doutrina da Fé.
- IRMÃ LÚCIA  Como vejo a Mensagem através dos tempos e dos acontecimentos. Editor: Carmelo de Coimbra e Secretariado dos Pastorinhos.

Um dos escritos deixados pela Ir. Lúcia, publicado por ocasião da trasladação dos seus restos mortais, que revela a visão que tinha da mensagem que recebeu de Nossa Senhora.

## Cronologia
Cronologia da vida de Lúcia:

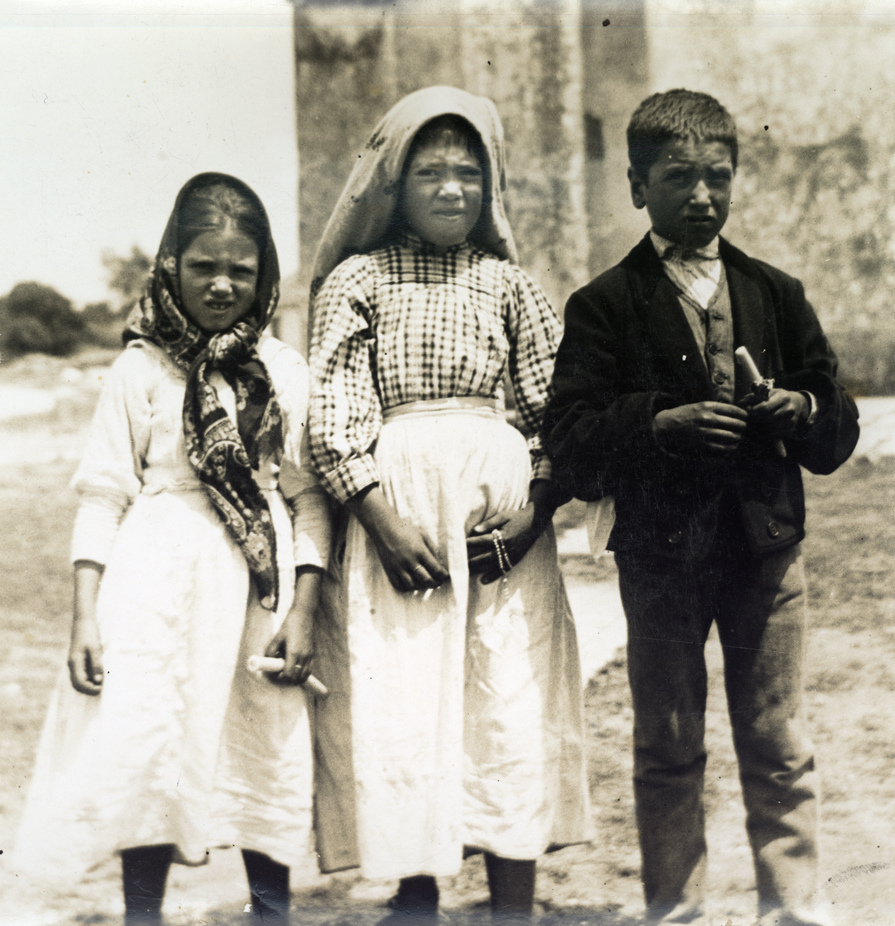
Lúcia dos Santos (aos dez anos de idade, no meio) e seus dois primos: Francisco Marto (de nove anos) e Jacinta Marto (de sete anos) em frente à Igreja Paroquial de Fátima.

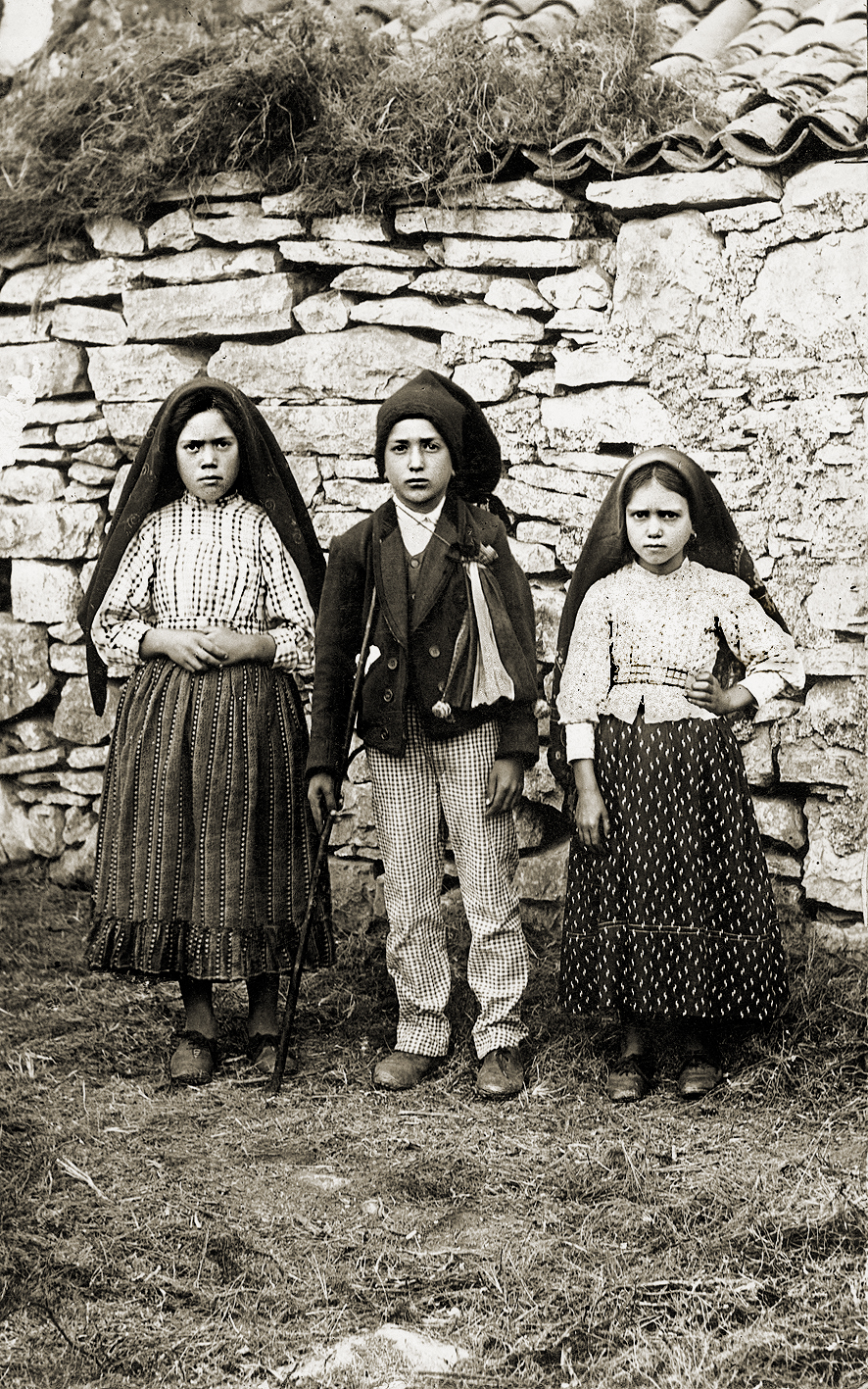
Os três pastorinhos de Fátima: Lúcia, Francisco e Jacinta.

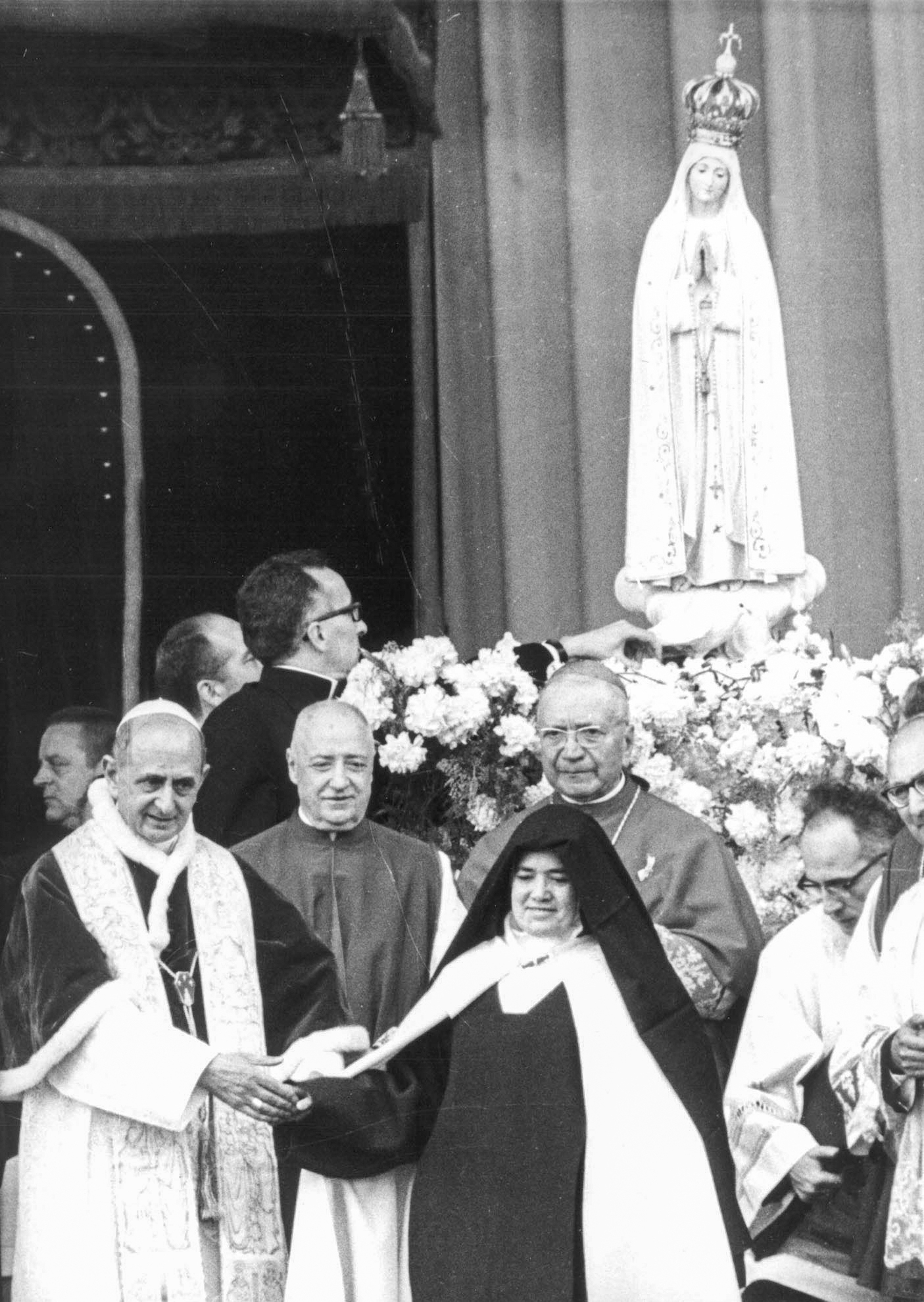
O Papa Paulo VI com a Irmã Lúcia.

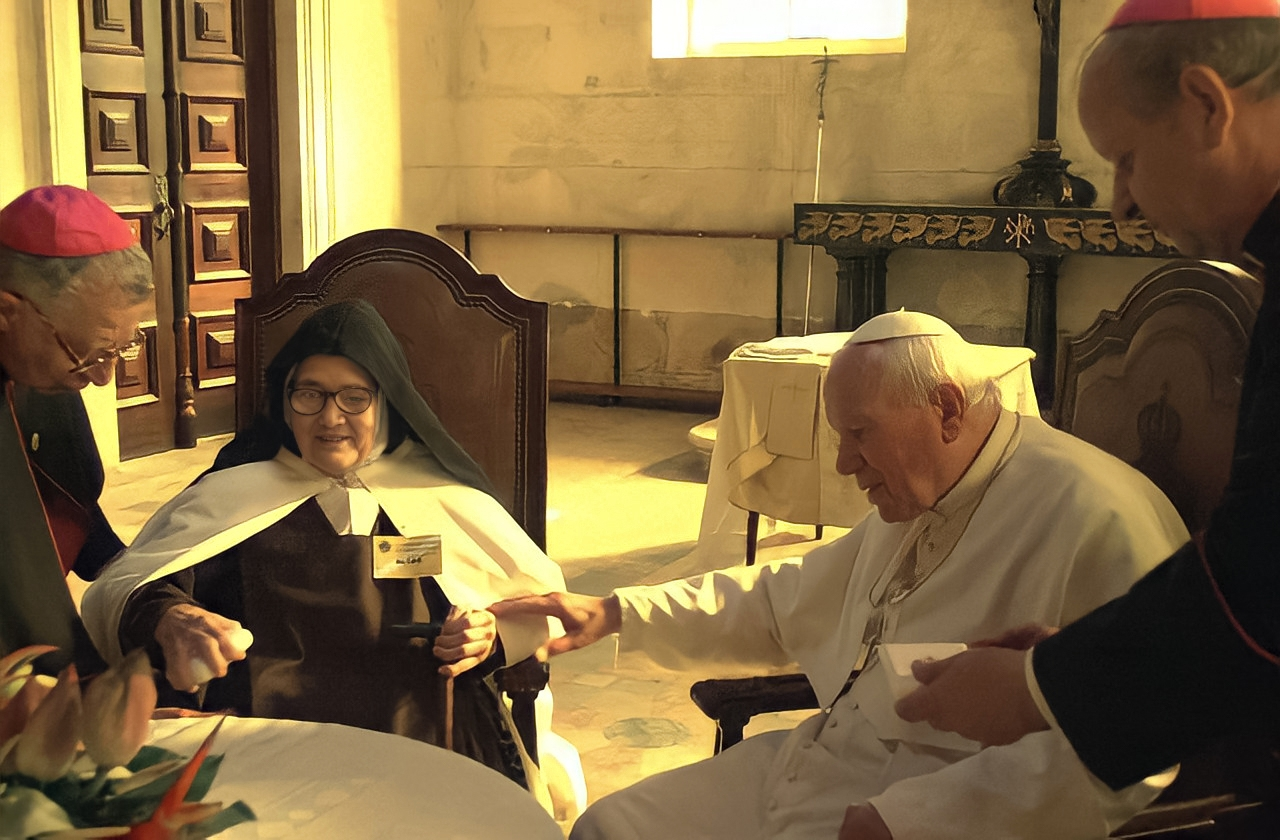
Encontro da Irmã Lúcia com o Papa João Paulo II a 13 de maio de 2000.

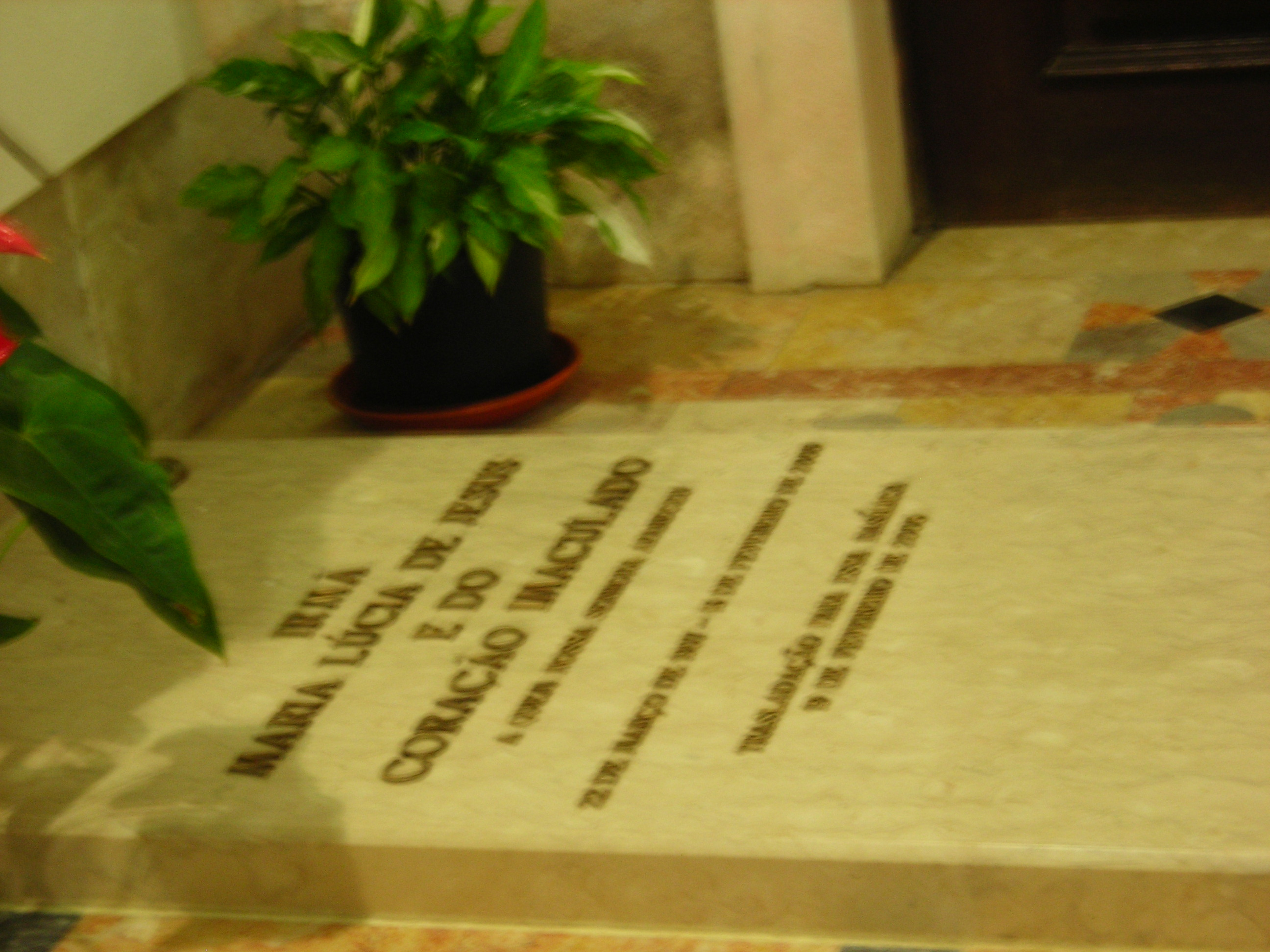
Túmulo da Irmã Lúcia no Santuário de Nossa Senhora de Fátima, Portugal.

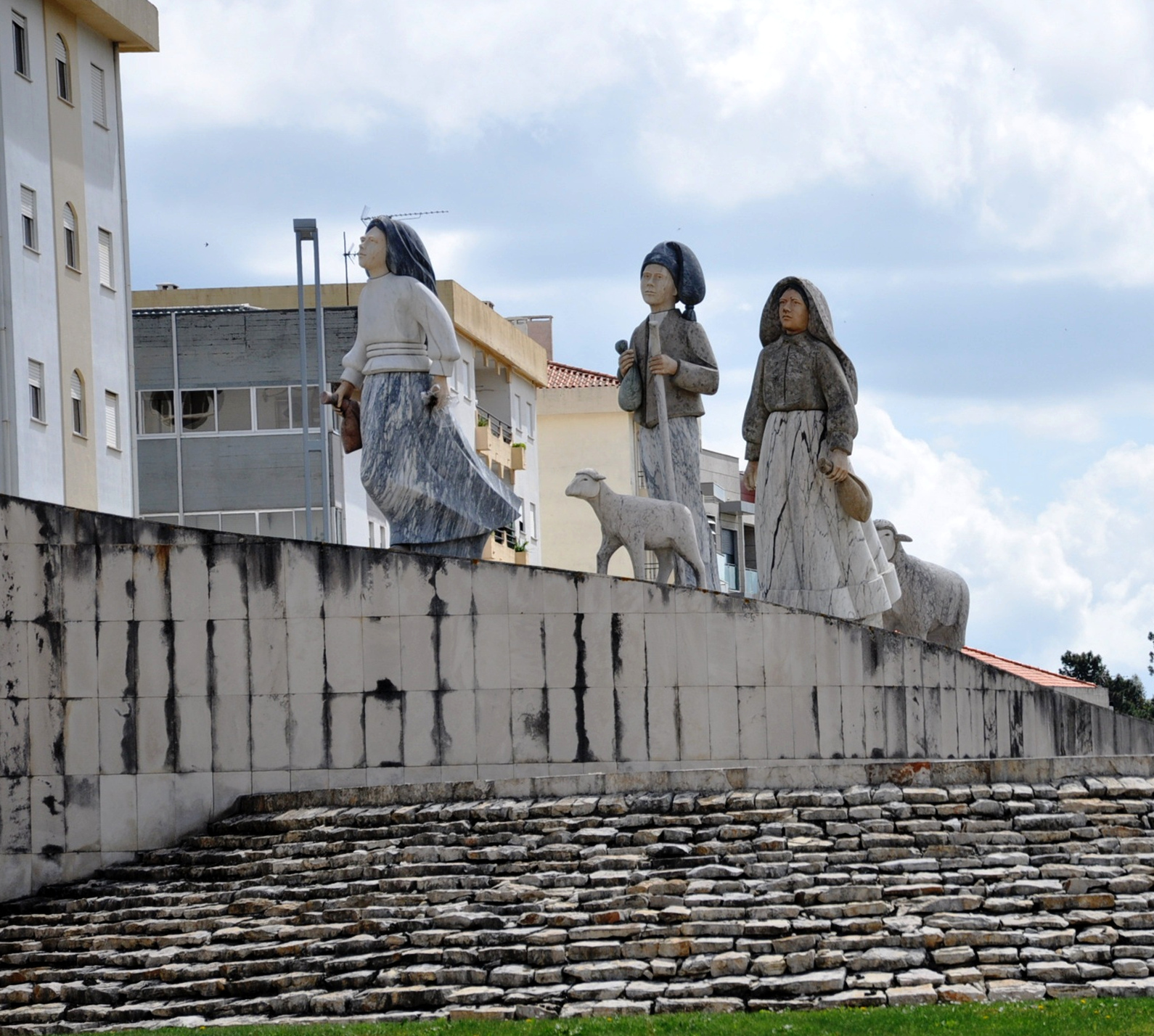
Rotunda-monumento dedicada aos três pastorinhos em Fátima.

- 28 de Março de 1907 - Nasce em Aljustrel, Fátima.
- 1916/1917 - Vidente das aparições de Nossa Senhora em Fátima juntamente com os seus primos maternos Francisco e Jacinta.
- 17 de Maio de 1921 - Dá entrada como aluna interna, no colégio das Irmãs Doroteias em Vilar, Porto.[24]
- 15 de Junho de 1921 – Visita a Cova da Iria, onde ocorre a sétima aparição, anunciada por Nossa Senhora a 13 de Maio de 1917.[2]
- 25 de Outubro de 1925 - Viaja para Espanha (transportada pelo cônsul Aristides de Sousa Mendes[25]) e é admitida como postulante de noviciado no Convento das Doroteias, em Tuy, sob a protecção de Madre Maria do Carmo da Cunha Matos. Ao receber o hábito adopta o nome de Maria (Lúcia) das Dores.[24]
- 10 de Dezembro de 1925 - Nossa Senhora pede a Lúcia, numa visão em Tuy, a divulgação da prática e da comunhão reparadora nos primeiros sábados.[2]
- 15 de Fevereiro de 1926 - Tem uma visão de Jesus onde Ele lhe pergunta se tem espalhado a devoção dos primeiros sábados.
- 17 de Dezembro de 1927 – Lúcia recebe de Jesus a ordem de escrever o que lhe pediam sobre a devoção ao Imaculado Coração de Maria.[2]
- 13 de Junho de 1929 - Nossa Senhora pede a Lúcia, noutra visão em Tuy, a consagração da Rússia ao Seu Imaculado Coração.
- Dezembro de 1935 - Escreve o texto sobre a vida de Jacinta que fica conhecido como a "Primeira Memória da Irmã Lúcia".[7]
- Novembro de 1937 - Escreve o texto sobre a sua vida e as aparições que fica conhecido como "Segunda Memória da Irmã Lúcia".[7]
- 25 de Janeiro de 1938 - Extraordinária aurora boreal, registada por astrónomos na noite de 25 para 26 de Janeiro. (Lúcia sempre insistiu que este era o sinal de Deus para o começo da guerra, conforme Nossa Senhora havia comunicado aos pastorinhos na terceira aparição.)[26]
- 12 de Março de 1938 - Tropas nazistas marcham até Áustria para anexá-la à Alemanha do Terceiro Reich. (Segundo o testemunho da Irmã Lúcia (carta de 8 de Novembro de 1989 para o Santo Padre), este acontecimento teria sido o verdadeiro início da Segunda Guerra Mundial, ocorrendo durante o pontificado do Papa Pio XI (1922-1939), confirmando assim a mensagem de Nossa Senhora de 13 de Julho de 1917)
- 31 de Agosto de 1941 - Atendendo ao pedido feito pelo Bispo de Leiria, Lúcia redige numa carta manuscrita, a Primeira e a Segunda parte do Segredo, deixando claro que existiria ainda uma Terceira parte por divulgar. Estas revelações são posteriormente publicadas e conhecidas como a "Terceira Memória da Irmã Lúcia".[27]
- 8 de Dezembro de 1941 - Escreve o que ficou conhecido como a "Quarta Memória da Irmã Lúcia". Acrescenta no final do texto do segredo a frase: «Em Portugal se conservará sempre o dogma da fé etc.».[28]
- 3 de Janeiro de 1944 - Por ordem do Bispo de Leiria, a Irmã Lúcia escreve a Terceira parte do Segredo. O envelope é selado e guardado primeiramente pelo Bispo de Leiria sendo entregue, no dia 4 de Abril de 1957, ao Arquivo Secreto do Santo Ofício. Disto mesmo, foi avisada a Irmã Lúcia pelo Bispo de Leiria.[27]
- 21 e 22 de Maio de 1946 - Desloca-se a Fátima e faz a identificação dos lugares históricos das aparições.[2]
- 25 de Março de 1948 - Retorna a Portugal para ingressar no Carmelo de Santa Teresa, em Coimbra.[24]
- 31 de Maio de 1949 - Faz a sua profissão solene com o nome de Irmã Maria Lúcia de Jesus e do Coração Imaculado.[24]
- 12 de Maio de 1982 - Numa carta dirigida ao Santo Padre, faz uma orientação para a interpretação da Terceira parte do Segredo.[27]
- 13 de Maio de 1982 - Encontro com o Papa João Paulo II quando este visita pela primeira vez o Santuário de Nossa Senhora de Fátima para agradecer à Virgem ter escapado com vida do atentado que havia sofrido um ano antes.
- 25 de Março de 1984 - O Papa João Paulo II, em união com os Bispos do mundo inteiro, faz na Praça de São Pedro, no Vaticano, a Consagração do Mundo ao Imaculado Coração de Maria, diante da imagem da Virgem de Fátima, que propositadamente viajou desde a Capelinha das Aparições. Mais tarde, a Irmã Lúcia confirma, numa carta de 8 de Novembro de 1989 para o Santo Padre, que este acto solene e universal de consagração, corresponderia ao que Nossa Senhora queria.[27]
- 13 de Maio de 1991 - Encontro com o Papa João Paulo II quando este visita o Santuário de Fátima pela segunda vez, no 10.º aniversário do seu atentado na Praça de São Pedro.
- 27 de Abril de 2000 - Cumprindo o pedido feito pelo Papa João Paulo II numa carta pessoal enviada à Irmã Lúcia em 19 de Abril de 2000, o Cardeal D. Tarcisio Bertone, Secretário da Congregação para a Doutrina da Fé e o Bispo de Leiria-Fátima Dom Serafim de Sousa Ferreira e Silva encontram-se com a Irmã Lúcia no Carmelo de Santa Teresa em Coimbra para ouvir a sua interpretação da Terceira parte do Segredo.[27]
- 13 de Maio de 2000 - O Papa João Paulo II visita Fátima pela última vez para a beatificação dos pastorinhos Francisco e Jacinta Marto. Aí se encontra pela última vez com a Lúcia. O Cardeal Ângelo Sodano, no final da solene Concelebração Eucarística presidida por João Paulo II, anuncia o Terceiro Segredo de Fátima.
- 13 de Fevereiro de 2005 - Morre no Carmelo de Santa Teresa em Coimbra.
- 19 de Fevereiro de 2006 - Os restos mortais são trasladados para a Basílica de Fátima onde é sepultada junto dos seus primos, Francisco e Jacinta.
- 31 de Maio de 2007 - É inaugurado em Coimbra um museu sobre a vidente.
- 14 de Fevereiro de 2008 - O Cardeal José Saraiva Martins, prefeito da Congregação para as Causas dos Santos, por ocasião do aniversário da morte de Lúcia, torna público em Coimbra que o Papa Bento XVI autorizou, excepcionando as normas do Direito Canônico, o início da fase diocesana da causa da sua beatificação, transcorridos apenas três anos da sua morte.